# موش جنگلی کامیگین
موش جنگلی کامیگین (نام علمی: Apomys camiguinensis) نام یک گونه از سرده موش‌های جنگلی فیلیپین است.